# 滨海2号
“滨海2号”国际运输走廊（俄语：международного транспортного коридора «Приморье-2»，略称），也作“滨海2号”国际交通运输走廊，俄罗斯在远东大开发背景下提出的国际运输通道，主要是指经“长春—吉林—珲春—扎鲁比诺港”然后连接中国南方沿海港口或亚太地区其他港口的国际物流通道。该通道可以与中国“一带一路”倡议下中蒙俄经济走廊相衔接。

## 合作开发
2016年12月，俄罗斯政府批准《“滨海1号”“滨海2号”国际运输走廊发展构想》，提出两条运输走廊的建设计划，其中“滨海2号”国际交通走廊是指“长春—吉林—珲春—克拉斯基诺（珲春—马哈力诺、珲春—卡梅绍娃娅）—扎鲁比诺港—海上航线”。也有资料将该走廊描述为“长春—吉林—珲春—扎鲁比诺港，以及向北延伸的陆路路线和与此连接的海上路线”。俄罗斯政府希望通过对走廊沿线公路、铁路、港口、边境通行站等基础设施进行升级、改建和扩建，来提升走廊通行能力、通行速度和行车安全性等。“滨海2号”走廊具体的是指该线路上的铁路、公路、港口、口岸等基础设施项目，以及产业和物流等相关园区等。